# TÜV IT

Logo

Die TÜV Informationstechnik GmbH (TÜV IT) mit Sitz in Essen ist ein Prüf- und Zertifizierungsdienstleister auf dem Gebiet der Informations- und Kommunikationstechnik.

## Schwerpunkte
Die TÜV Informationstechnik GmbH ist auf die Prüfung und Zertifizierung der Sicherheit in der Informationstechnik ausgerichtet. Zum Portfolio gehören Cyber Security, Evaluierung von Software und Hardware, IoT/Industrie 4.0, Datenschutz, ISMS, Smart Energy, Mobile Security, Automotive Security, eID und Vertrauensdienste sowie die Prüfung und Zertifizierung von Rechenzentren hinsichtlich ihrer physischen Sicherheit und Hochverfügbarkeit.
Die 1995 gegründete TÜV Informationstechnik GmbH mit Sitz in Essen ist ein Unternehmen der TÜV Nord Group, die mit über 14.000 Mitarbeitenden und Geschäftsaktivitäten in weltweit 100 Ländern agiert.
TÜV IT ist die Dachmarke des Geschäftsbereiches IT, einem der sechs weltweit aufgestellten Geschäftsbereiche in der TÜV Nord Group. Der Geschäftsbereich IT wird vertreten durch die TÜV Informationstechnik GmbH und die im Januar 2018 neu gegründete Beratungsgesellschaft TÜV Nord IT Secure Communications GmbH & Co. KG mit Sitz in Berlin.

## Geschichte

Firmensitz TÜViT in Essen

1990 wurde das Institut für Informationstechnik (IIT) des Rheinisch-Westfälischen Technischen Überwachungsvereins gegründet.
Im Jahr 1996 erlangte das IIT als TÜV Informationstechnik GmbH die Eigenständigkeit als Tochtergesellschaft des RWTÜV.
Seit der Fusion von TÜV Nord und RWTÜV im Jahr 2004 gehört TÜV IT zur neuen TÜV Nord Group.